# Колома, Луис
Луи́с Коло́ма Рольда́н (исп. Luis Coloma Roldán; 9 января 1851, Херес-де-ла-Фронтера — 10 июня 1915, Мадрид) — испанский писатель.

## Биография
Отец Луиса Коломы, Рамон Колома Гарсес-и-Рольдан, был известным врачом. В 1863 году, в 12 лет, Луис поступает в Морскую академию в Сан-Фернандо, а позже, в 1868 году, в университет Севильи, где изучает право и получает степень лиценциата. Время поступления совпало с революцией 1868 года, в результате которой был свергнут режим правления королевы Изабеллы II. В своих литературных трудах Луис Колома осуждает революцию. В это же время он знакомится и заводит дружбу с известной испанской писательницей Цецилией Бёль де Фабер (1796—1877), известной под псевдонимом Фернан Кабальеро. Затем он переехал в Мадрид, где стал работать в качестве стажёра в офисе адвоката Иларио Пина. Становится также корреспондентом и сотрудничает с различными газетами, защищая павшую династию Бурбонов и мечтая об их реставрации (дневная политическая газета в Мадриде и Эль-Порвенир де Херес). Тяжёлое ранение в грудь, в 1872 году, при чистке револьвера, укрепило его решение посвятить себя служению Обществу Иисуса. В 1873 году он стал послушником Ордена в Ландах, Франция, где и оставался вплоть до 1877 года. В 1874 году он был рукоположён в сан священника Ордена Иисуса. Вернувшись в Испанию, он по заданию Ордена осуществлял образовательную деятельность в Севилье , Галисии , Мурсии и Мадриде. Он оставил журналистику и целиком посвятил себя литературе. Выступил с рассказами и новеллами религиозно-дидактического содержания (их собрание было издано в «Coleccion de lecturas recreativas», Бильбао, 1887; переведены на немецкий язык под заглавием «Des Lebens traurige Komödie», Вена, 1892—1893). С замечательной силой и колоритностью им показаны нравы высшего мадридского общества в романе «Pequeñeces» (1891). Написал также: «Juan Miseria» (1891), «Por un piojo» (4-е изд., 1894), «La reina martir» (1901); «Nuevas lecturas» (1902), «Cuentos para ninos» (1889, сказки для детей).
В 1908 году Луис Колома стал членом Королевской академии испанского языка.
Умер в 1915 году. Собрание сочинений Коломы включает в себя 19 томов, изданных мадридским издательством «Разум и Вера» (Razón y Fe) в 1942 году, которые содержат 2 романа, 41 рассказ, 6 исторических биографий, 2 книги религиозного содержания и текст академической речи.

## Мышонок Перес
В конце XIX века Луиса Колому попросили написать историю о Зубной фее для юного испанского короля Альфонсо XIII, который в 8 лет потерял первый молочный зуб. Так как Луис был сыном врача, ему успешно это удалось. Действующими лицами сказки стали сам Буби (так называла Альфонсо его мать-регентша), сама королева-мать Мария-Кристина и мышонок по имени Перес. Сказка была впервые издана в 1902 году в виде факсимильного издания. С тех пор Зубная фея является очень популярным персонажем среди испанских и латиноамериканских детей, которые, когда у них выпадают зубы, оставляют их под подушкой. Рукопись этой сказки находится в сейфе в библиотеке Королевского дворца в Мадриде. По мадридскому адресу — улица Ареналь, 8, где когда-то находилась кондитерская, в которой, по преданию, проживал мышонок Перес, в настоящий момент время висит мемориальная доска и установлена бронзовая статуя мышонка. Сюжет сказки не раз вдохновлял сценаристов и режиссёров на создание мультипликационных и художественных фильмов по его мотивам.